# Prisma dicroico

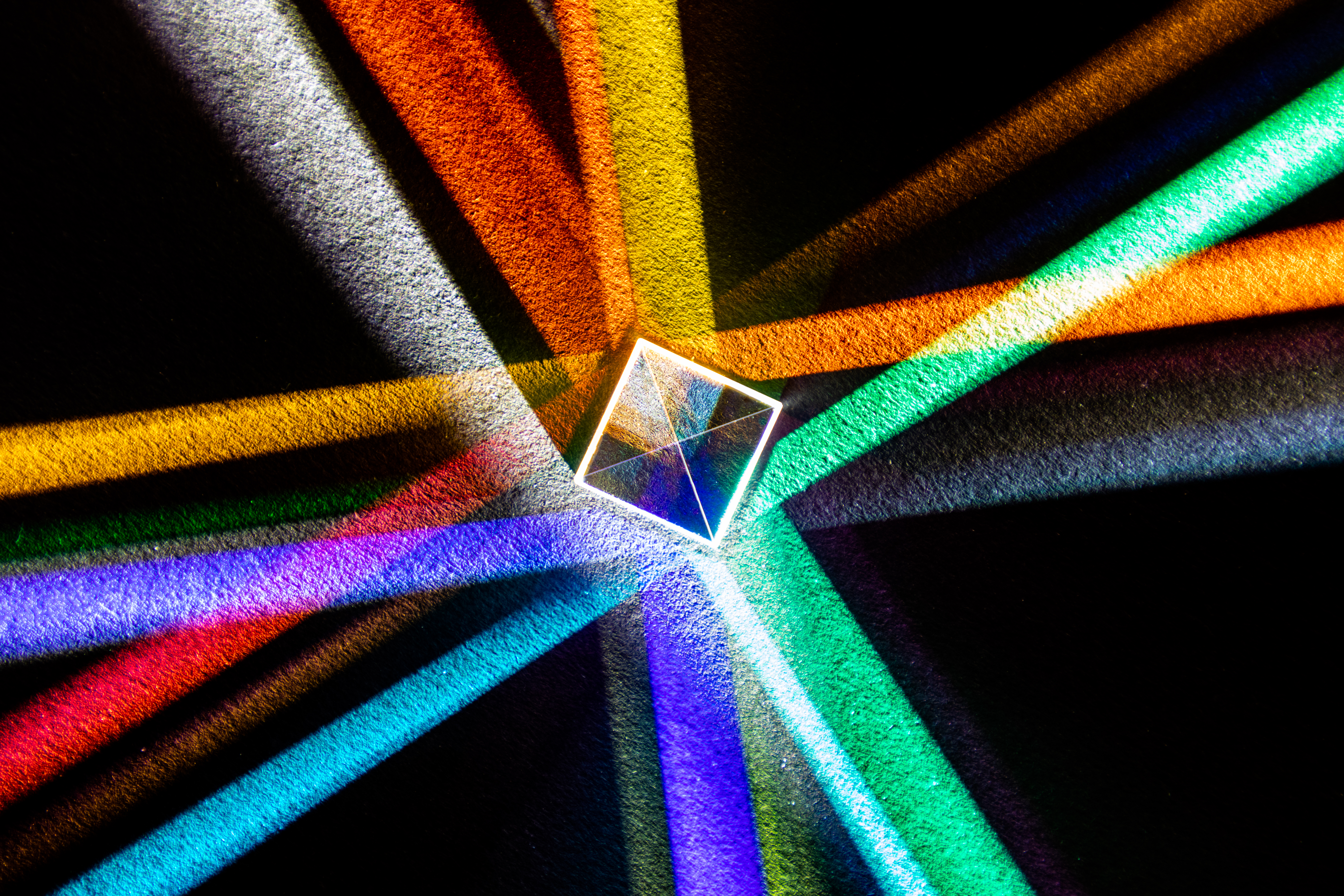
Dicroico

Il prisma dicroico è un prisma ottico che se combinato con un opportuno filtro permette di dividere il fascio di luce in due parti. In pratica il funzionamento si basa sul concetto che ad un cambio di densità è possibile avere una riflessione. In particolare tale prisma permette, se opportunamente utilizzato, di ottenere una riflessione totale della luce in una direzione.

## Casi d'uso

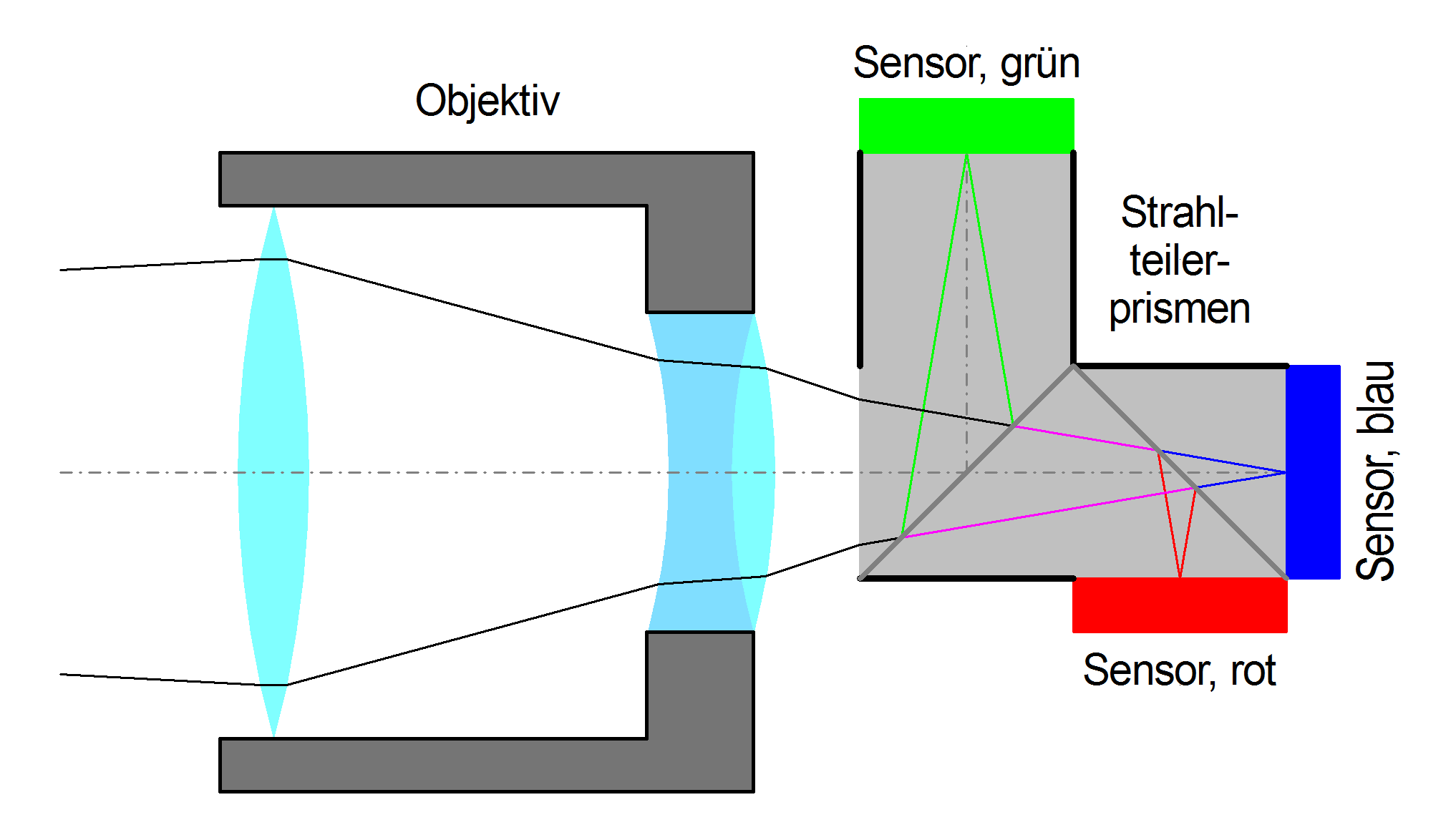
Fotografico

Il prisma dicroico è utilizzato per l'acquisizione dei colori in alcune telecamere digitali. In pratica la luce entra da un lato nel prisma in maniera perpendicolare e una volta raggiunto l'altro estremo, appositamente costruito obliquo, una parte del fascio viene riflesso verso l'interno del prisma e quindi totalmente deviato verso un opportuno sensore CCD che permette di quantificare l'intensità del fascio riflesso. La parte non riflessa del fascio prosegue nella direzione iniziale.